# Крашево-Ґачулти
Крашево-Ґачулти (пол. Kraszewo-Gaczułty) — село в Польщі, у гміні Рацьонж Плонського повіту Мазовецького воєводства.
Населення — 188 осіб (2011).
У 1975-1998 роках село належало до Цехановського воєводства.

## Демографія
Демографічна структура станом на 31 березня 2011 року:
|          | Загалом | Допрацездатний вік | Працездатний вік | Постпрацездатний вік |
| -------- | ------- | ------------------ | ---------------- | -------------------- |
| Чоловіки | 90      | 12                 | 66               | 12                   |
| Жінки    | 98      | 17                 | 53               | 28                   |
| Разом    | 188     | 29                 | 119              | 40                   |